# Damwâld
Damwâld est un village et le chef-lieu de la commune néerlandaise de Dantumadiel, dans la province de Frise.

## Géographie
Le village est situé dans le nord de la Frise, à 4 km au sud de Dokkum.

## Histoire

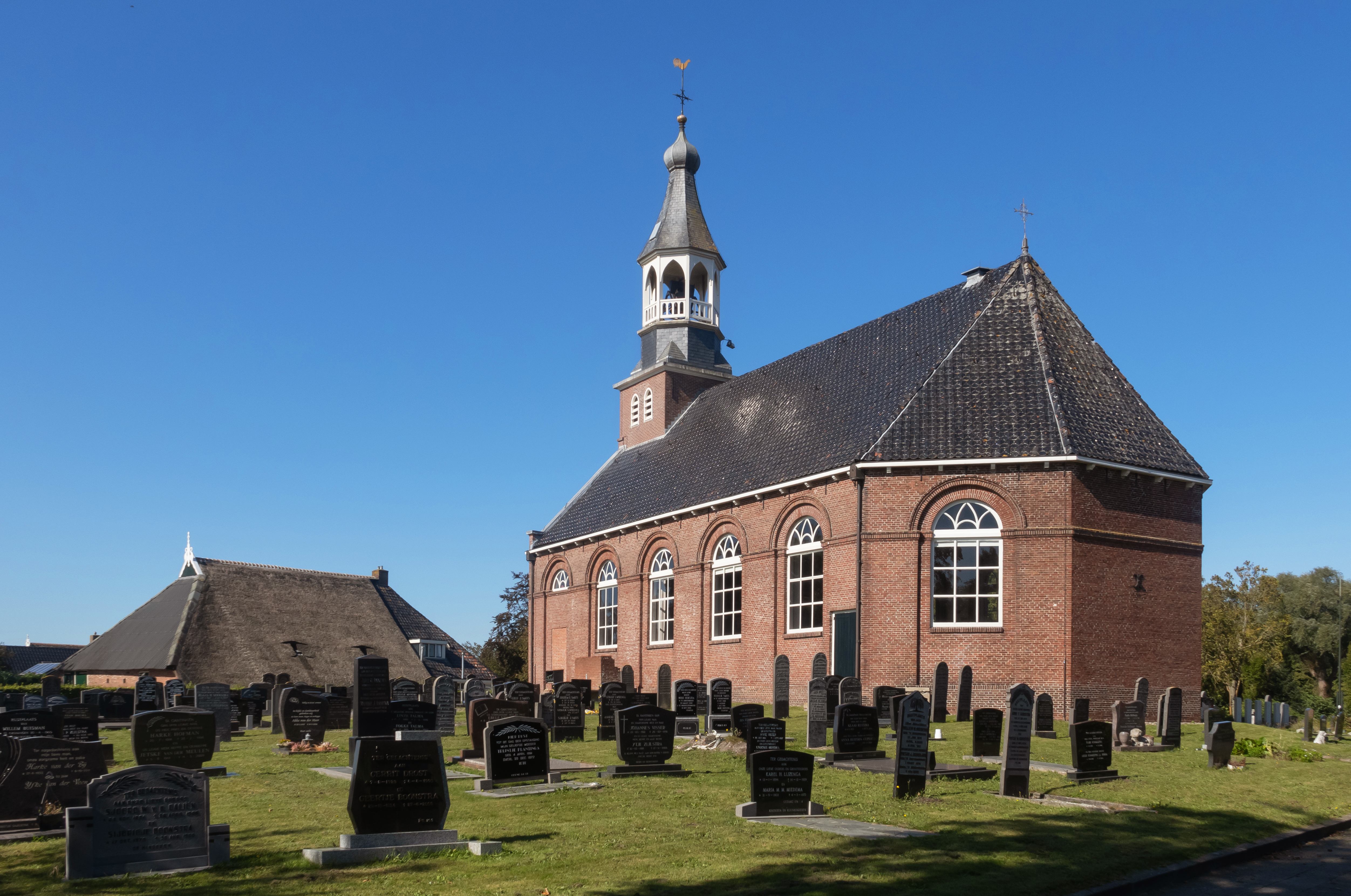
L'église d'Akkerwoude

Le village de Murmervoude abrite la mairie de la commune à partir de 1881.
Damwâld est officiellement créé en 1971, par le regroupement des trois anciens villages de Dantumawâld (Dantumawoude), Ikkerwâld (Akkerwoude) et Moarrewâld (Murmerwoude). Le nom Damwoude a été créé par acronymie, les trois premières lettres correspondant aux initiales des trois villages, même si Dantumawoude était déjà souvent appelé Damwoude.

## Démographie
Le 1er janvier 2018, le village comptait 5 610 habitants.